# Hamish Kerr
Hamish Kerr, född 17 augusti 1996, är en nyzeeländsk friidrottare som tävlar i höjdhopp.

## Karriär
Vid inomhusvärldsmästerskapen i friidrott 2024 i Glasgow vann Kerr guld i höjdhopp.
Vid olympiska sommarspelen 2024 i Paris vann Kerr OS-guld i höjdhopp efter omhoppning mot Shelby McEwen. Både hopparna klarade 2,36 meter vilket var tangerat personbästa och världsdelsrekord för Kerr. I omhoppningen misslyckades båda på 2,38 och 2,36 innan Kerr klarade 2,34 för att vinna guldet. 